# Генерал-пуковник
Генерал-пуковник је у Војсци Србије био највиши генералски чин, док је сада то чин генерала. У армијама многих земаља у истом рангу је са чином генерал-лајтанта, односно трећим генералским чином или са чином генерала са тзв. четири звездице.
Чин генерал-пуковника први пут је установљен у Француској у XVI веку. У српској војсци и Војсци Краљевине Југославије није постојао али је коришћен одговарајући чин армијског генерала. Током Народноослободилачког рата у НОВ и ПОЈ уведен је 1. маја 1943. године и као такав постојао је и у Југословенској народној армији, Војсци Југославије и Војсци Србије и Црне Горе.
У ратној морнарици чин генерал-пуковника одговара чину адмирала.

## Изглед еполете уЈНА,ВЈиВСЦГ
Изглед еполете генерал-пуковника ЈНА настао је 1951. године када Југословенска армија мења име у Југословенска народна армија и када траје процес дестаљинизације армије. Еполета је била оивичена украсном испреплетаном златном храстовом опшивком, док се у еполети налазе два златна свежња пшеничног класја на којима се налазе  укрштени војни мач и жезло а изнад њих су биле три златне петокраке звезде које су симболизовале социјализам као и у већини армија социјалистичких држава. У копненој војсци боја еполете била је сиво-маслинасто-браон док је у РВиПВО била оловно-плава.

## Галерија
- Ознака за рукав
генерал-пуковника
КоВ ЈА
(1943—1947)
- Еполета
генерал-пуковника
КоВ ЈНА,
ВЈ и Војске СЦГ
- Еполета
генерал-пуковника
РВ и ПВО ЈНА,
ВЈ и Војске СЦГ
- Еполета генерал-пуковника Оружаних снага Совјетског Савеза
- Еполета генерал-пуковника Оружаних снага Руске Федерације